# إرفين كون
إرفين كون (بالألمانية: Erwin Kohn)‏ هو لاعب تنس الطاولة نمساوي، ولد في 20 ديسمبر 1911 في بادن في النمسا، وتوفي في 18 مارس 1994 في مار دل بلاتا في الأرجنتين.

## وصلات خارجية
- إرفين كون على موقع منظمة تنس الطاولة العالمي (الإنجليزية)